# 하루 (배우)
하루(일본어: 波瑠, 1991년 6월 17일~)는 일본의 배우이다. 도쿄도 태어났다.

## 출연 작품

### 영화
- 2006년 《그래서 나를 앉혀. 통근 전철로 앉아 기술!》 - 아이 역
- 2007년 《영몽의 무렵》 - 요시이 카오루 역
- 2007년 《연공》 - 아야 역
- 2007년 《사랑의 폴로론》 - 카호 역 (주연)
- 2008년 《치짱은 유구한 저편》 - 하야시다 유코 역
- 2008년 《저녁놀 소녀 "아사쿠사 자매"》 - 오소메 역
- 2008년 《리얼 술래 잡기》 - 사토 하루 역
- 2008년 《로큰롤★다이어트!》 - 에구치 나루미 역
- 2008년 《천사가 있던 옥상》 - 카와시로 미즈오 역
- 2009년 《미남 뱅크 THE MOVIE》 - 야마무라 유리 역
- 2009년 《수호 천사》 - 와타나베 마미 역
- 2009년 《야마가타 스크림》 - 하라이젠 무나에 역
- 2009년 《여자아이 이야기》 - 키미코 역 (고교생 시대)
- 2010년 《무사도 식스틴》 - 니시오기 미도리코 역
- 2010년 《소프트 보이》 - 쿠사나기 유이 역
- 2010년 《마리아 님이보고》 - 오가사와라 사치코 역 (주연)
- 2012년 《아프로 타나카》 - 미나 역
- 2012년 《걸》 - 키타무라 유코 역
- 2012년 《굿 커밍~토오루와 고양이, 가끔 고양이~》 - 미유키 역
- 2012년 《BUNGO~작은 욕망~고백하는 신사들 "행복의 저편"》 - 키누코 역
- 2012년 《파티는 목욕탕에서 시작》 - 모치 역
- 2013년 《여러분, 안녕》 - 마츠시마 아리사토 역
- 2013년 《절규 학급》 - 호사카 마코토 역
- 2013년 《100회 울》 - 오가와 케이코 역
- 2013년 《깨끗하고 연약한》 - 가와구치 아사미 역
- 2013년 《신 오오쿠보 이야기》
- 2014년 《가지마루 식당의 사랑》 - 타이라 미즈호 역 (주연)
- 2015년 《어게인: 끝없는 도전》 - 토자 미에 역
- 2015년 《그래스호퍼》 - 유리코 역
- 2015년 《유성이 사라지지 않는 동안》 - 모토야마 나오코 역 (주연)
- 2018년 《커피가 식지 않는 가운데》 - 키요 후미코 역
- 2018년 《오즈란도 미소의 마법가르칩니다.》 - 나미히라 루미 역 (주연)

### 텔레비전 드라마
- 2006년 《대안의 그녀》 - 나나코의 여동생 역
- 2006년 《14세의 어머니》 - 우에다 하루 역
- 2007년 《우리들의 교과서》 제1·9회 - 쿠마사와 사쿠라 역
- 2008년 《스미레 16세!!》 - 기류 아케비 역
- 2008년 《시바토라~동안형사 시바타 라케토라~》 제1화 - 루미 역
- 2008년 《연공》 - 사키 역
- 2008년 《33분 탐정》 제3회 - 아카우메 여학원 학생
- 2008년 《Room Of King》 제3회 - 치코
- 2009년 《고스트 타운의 꽃》 - 아키야마 리나 역
- 2009년 《외과의 하토무라 슈고로 5》 - 아사오카 마리나 역
- 2009년 《오르트로스의 개》 - 시라카와 카나 역
- 2010년 《신참자》 제4회 - 사와무라 향묘 역
- 2010년 《GOLD》 제1 화 - 제 2 화 - 시이나 료코 역
- 2010년 《도망 변호사》 제6회- 하시모토 바라 역
- 2010년 《쿠로효우 용과 같이 신장》- 쿠도 사키 역
- 2010년 《내가 처음 만들었던 드라마 "오 마이 갓!"》 - 린코 역
- 2011년 《영 블랙 잭》- 야사카 나기사 역
- 2011년 《탐정 X로부터의 도전장! 스페셜판 "고글 남자의 괴"》- 에노키 미츠코 역
- 2011년 《스위치 걸!!》- 조가사키 레이카 역
- 2012년 《가족이 가족이기 위하여》 - 사에키 미도리 역
- 2012년 《열차 도시락 혼자 여행~도호쿠편~》 - 오자키 나나 역
- 2012년 《리갈 하이》 제1회 - 시마무라 토모코 역
- 2012년 《결혼 동창회~SEASIDE LOVE~》 - 나츠메 렌카 역
- 2012년 《히가시노 게이고 미스테리즈》 제8회 - 사에키 요코 역
- 2012년 《몬스터스》 제4회 - 스즈키 카요 역
- 2012년 《필로우 토크~베드 기대~》 제8화 - 아오이 역
- 2013년 《파트너》 season11 제11회 - 二百郷茜 역
- 2013년 《서점원 미치루의 신상 이야기》 - 후루카와 치아키 역
- 2013년 《음식이 있고 그녀의 식단첩》 제9-10화 - 야마네 마이 역
- 2013년 《희미한 그녀》 제7회 - 히로타 카스미 역
- 2013년 《구명 병동 24시》 제5시리즈 - 쿠니토모 카논 역
- 2013년 《졸음 선생님》 - 마사코 역
- 2013년 《노콘 키드~우리의 게임 사~》 - 타카노 후미요시 역
- 2013년 《만물점집 음양사에 어서오세요》 제3회 - 미야우치 나츠오 역
- 2013년 《식물 남자 베란다》 - 꽃집 점원 역
- 2013년 《황새의 요람 ~ "베이비 박스"6년 동안 구원받은 92생명의 미래》 - 야스다 료코 역
- 2013년 《매칭 러브》 - 이와타 하루카 역
- 2014년 《킨다이치 소년의 사건부 고쿠몬 학원 살인사건》 - 하마 아키코 역
- 2014년 《인질의 낭독회》 - 히라사와 히토미 / 히라사와 사키코 (사춘기) 역
- 2014년 《BORDER 경시청 수사1과 살인범 수사 제4계》 - 히가 미카 역
- 2014년 《오소로시~미시마야 변조 괴담》 - 오치카 역 (주연)
- 2015년 《대에도 수사망 2015~은밀 동심, 악을 벤다!》- 타누마 사나에 역
- 2015년 《훌라걸과 개 초코》 - 타케자와 카스미 역
- 2015년 《아침이 온다》 - 시라오카 아사 역 (주연)
- 2016년 《세상에서 가장 어려운 사랑》 - 시바야마 미사키 역
- 2016년 《ON 이상 범죄 수사관·도도 히나코》 - 토도 히나코 역 (주연)
- 2017년 《엄마, 딸을 그만하나요?》 - 하야세 미즈키 (주연)
- 2017년 《북풍과 태양의 법정》 - 사쿠라가와 후카 역 (오카다 마사키와의 W주연)
- 2017년 《당신을 그렇게까지는》 - 와타나베 미츠 역 (주연)
- 2018년 《딸의 결혼》 - 쿠니에다 미키 역
- 2018년 《쉬쉬 겨울~우리집 문제 없었하게~》 - 키타자와 치아키 역
- 2018년 《스니퍼 후각수사관 스페셜》 - 나나조 카나 역
- 2018년 《미해결 여자 경시청 문서 수사관》 - 야시로 토모 역 (주연)
- 2018년 《서바이벌 웨딩》 - 쿠로키 사야카 역 (주연)
- 2019년 《경시청 수사 1과장 스페셜 3》 - 야시로 토모 역
- 2019년 《미해결의 여자 경시청 문서 수사관 ~비색의 시그널~》 - 야시로 토모 역 (주연)
- 2019년 《무마시킨 겨울 2019 여름 ~여름에도 추워서 죽을 것 같습니다~》 - 키타자와 치아키 역
- 2019년 《인연의 페달》 - 시이나 유키 역
- 2019년 《G선상의 당신과 나》 - 코구레 야에코 역 (주연)
- 2020년 《루 ~대만 익스프레스~》 - 타다 하루카 역 (주연)
- 2020년 《미해결의 여자 경시청 문서 수사관 2》 - 야시로 토모 역 (주연)
- 2020년 《경시청 수사 1과장 2020》 - 야시로 토모 역
- 2020년 《#리모러브 ~보통의 사랑은 사도~》 - 오자쿠라 미미 역 (주연)
- 2021년 《나이트 닥터》 - 아사쿠라 미츠키 역 (주연)
- 2022년 《사랑스러운 거짓말 상냥한 어둠》 - 이마이 미오 역 (주연)
- 2022년 《사랑에 빠진 독신》 - 오카베 사토코 역 (주연)
- 2022년 《미래를 향한 10 카운트》 - 키리사와 시오리 역
- 2022년 《마법의 리노베이션》 - 신교지 코우메 역 (주연)
- 2023년 《나의 신부군》 - 하야미 호노카 역 (주연)

### 웹 드라마
- 《카토 미리야 20 -CRY- "버스데이 프레젠트"》
- 《100장면의 사랑 vol.3 "러브송을 그대에게~밴드편~"》- 아야네 역
- 《멋지게 사랑한 신데렐라~오카리에가 꿈을 이루기까지~》 - 사이토 마야 역
- 《비밀의 관계~선생님은 동거인~》 - 키요세 미와코 역
- 《100년 코트의 만드는 방법》 - 하야사카 치도리 역 (주연)
- 《최상의 프로포즈》 - 마에 하루카 역
- 《12방울의 이야기》 - 호리굿짱 역 (주연)
- 《24시간 여우》 -기다리는 여자- 제2회 - 아오키 토메 역 (주연)

## 수상 경력
| 연도   | 상                                   | 부문       | 작품                              | 결과 |
| ------ | ------------------------------------ | ---------- | --------------------------------- | ---- |
| 2016년 | 제88회 더 텔레비전 드라마 아카데미상 | 여우주연상 | 《아침이 온다》                   | 수상 |
| 2016년 | 제5회 컨피던스 어워드 드라마상       | 여우주연상 | 《ON 이상범죄수사관·토도 히나코》 | 수상 |
| 2016년 | 도쿄 드라마 어워드 2016              | 여우주연상 | 《아침이 온다》                   | 수상 |
| 2017년 | 제41회 엘란도르상                    | 신인상     |                                   | 수상 |
| 2017년 | 제93회 더 텔레비전 드라마 아카데미상 | 여우주연상 | 《당신을 그렇게까지는》           | 수상 |